# Meningokokken type C
Meningokokken type C is een type meningokok (Neisseria meningitidis). Het zijn bacteriën die bij 10% van de mensen in de keel- en neusholte voorkomen.
Veel van deze mensen worden hier niet ziek van, maar in sommige gevallen kunnen deze bacteriën een ontsteking aan de hersenvliezen, in de volksmond nekkramp of sepsis ('bloedvergiftiging') veroorzaken. In Nederland werden in 2001 een relatief groot aantal personen ziek, 280 gevallen. Daarop werd besloten om kinderen tussen 1 en 18 via een inhaalslag in te enten, waardoor het aantal gevallen sterk afnam. Omdat vooral kinderen tot 18 jaar zeer ziek kunnen worden van de genoemde ziektes, is in 2002 tevens besloten de vaccinatie tegen meningokokken C op te nemen in het Rijksvaccinatieprogramma, kinderen worden op de leeftijd van 14 maanden gevaccineerd tegen deze bacterie.

## Ziekte
De ziekte wordt verspreid doordat de bacteriën in kleine druppeltjes kunnen overleven. Door hoesten, niezen en soms zelf spreken kan een besmet persoon een ander besmetten. Zoals eerder gemeld is een besmetting veelal niet gevaarlijk, de meeste mensen zijn alleen drager van de bacterie. Na enkele dagen tot weken ruimt het immuunsysteem de bacterie op zonder dat er sprake is van ziekte van de drager.
In uitzonderlijke gevallen kunnen vooral kinderen en jongeren na een besmetting ziek worden. De incubatietijd varieert van 2 tot 10 dagen. Waarom de één ziek wordt en de ander niet is onbekend. Een verminderde weerstand kan er wellicht aan bijdragen dat mensen na besmetting wel ziek worden.
Mensen die ziek worden, krijgen in het begin vooral hoge koorts. Soms begint de ziekte sluipend, andere keren kan de besmette persoon zeer plotseling ernstig ziek worden. Ook kunnen de volgende symptomen optreden: spierpijn, koude rillingen, misselijkheid en braken,
hoofdpijn, nekstijfheid. Door het laatste symptoom noemt men de ziekte ook wel nekkramp.
Bij bloedvergiftiging (sepsis) komen daarbij: niet-wegdrukbare donkerrode vlekjes op de huid, sufheid.
Bij zeer kleine kinderen zijn de ziekteverschijnselen soms moeilijk te onderscheiden van andere ziekten. Zij krijgen vooral last van slecht drinken, grauw zien, slaperig zijn, prikkelbaarheid (ongewoon veel huilen) en onwillekeurige schokjes van het lichaam.

## Waarschuwen van een arts
Omdat de meningokokkenziekte zeer ernstig kan verlopen, is het altijd raadzaam om bij twijfel een arts te waarschuwen. Meld dat het symptoom waardoor gedacht wordt aan nekkramp of bloedvergiftiging. Behandeling van de ziekte vindt plaats met antibiotica, vaak is behandeling in het ziekenhuis nodig.

## Andere typen meningokokken
Er is in Nederland nog een bacterie die nekkramp of bloedvergiftiging kan veroorzaken: meningokokken B, verantwoordelijk voor de meeste ziektegevallen, maar voor deze bacterie is het vaccin nog in ontwikkeling.
Sinds 2018 worden in Nederland de kinderen ook ingeënt tegen type A, type W , type G en type Y.